# Svatopluk Innemann
Svatopluk Innemann (18. února 1896 Lublaň – 30. října 1945 Klecany) byl český režisér, scenárista, kameraman a herec, jeden z průkopníků české kinematografie.

## Život
Narodil se jako syn režiséra Rudolfa Innemanna a operní pěvkyně Ludmily Lvové – Innemannové při jejich angažmá v Lublani (dnes Slovinsko). Byl prostřední ze tří bratrů, oba sourozenci se narodili v Praze. Po návratu do Prahy se Svatopluk Innemann vyučil uzenářem.
V roce 1918 začal pracovat ve filmu. Společně s Ottou Hellerem natočili jako kameramani svůj první film Československý Ježíšek o legionáři vracejícím se do vlasti. Ve dnech 20. a 21. prosince 1918 sledoval s kamerou triumfální návrat prezidenta Masaryka do Prahy. Od 1919 natáčel samostatně a také hrál menší role. V roce 1920 se oženil s herečkou Zdenou Kavkovou a od tohoto roku také začal se samostatnou filmovou režií. Celkem do roku 1937 režíroval pětatřicet filmů. Většinou se jednalo o nenáročné komedie, mezi kterými kvalitou vynikly filmy Muži v offsidu (1931), Vražda v Ostrovní ulici (1933) a Před maturitou (1932, společná režie s Vladislavem Vančurou).

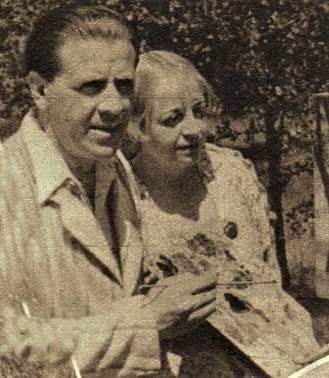
Svatopluk Innemann a Zdena Kavková v roce 1935

Po roce 1937 se přestal filmu věnovat, pracoval pak jen u firmy Foto Mráz na Staroměstském náměstí jako retušér a léčil se s psychickou poruchou. Za okupace psal se svojí manželkou do časopisu Arijský boj, byl krátce i členem Vlajky a požádal o německé občanství, které v listopadu 1940 obdržel spolu s manželkou. 
Svatopluk Innemann byl v prvních dnech po osvobození v květnu 1945 zadržen členy revolučních gard v Nuslích a předán do internace v zámečku v Klecanech u Prahy, kde také 30. října 1945 zemřel.

### Rodina
- Filmu se věnovala a měla také role v některých manželových režiích i Innemannova manželka Zdena Kavková (1896–1965) [6]. Např. ve filmu Červená Karkulka (1920) hrála s Innemannovou matkou Ludmilou Innemannovou (1868–1956).[7] V němém filmu Falešná kočička (1926) hrála s Vlastou Burianem. Od roku 1936 se však věnovala již pouze divadlu. Působila v Divadle na Vinohradech a v Uranii. [8] Po válce byla vyšetřována a Mimořádným lidovým soudem dne 20. května 1946 odsouzena k patnácti letům těžkého žaláře, pozbytí občanské cti a propadnutí majetku. [9]. Důvody odsouzení byly, že v roce 1939 požádala s manželem o německou státní příslušnost a že vystupovala v proněmeckých propagandistických rozhlasových skečích Haló, volá Londýn, kde hrála Hanu Benešovou. Od února 1940 byla spolu s manželem krátce členem Vlajky. Od roku 1944 byla placenou konfidentkou gestapa.[10][11]  Podmínečně propuštěna byla v dubnu roku 1955 a pracovala pak jako uklízečka v biografu. Zemřela v osamění dne 1. prosince 1965 v Praze ve věku šedesáti devíti let[12].
- Svatoplukův bratr Miroslav (1894–1953) byl promítačem filmů, později ředitelem několika kin (též kina Lucerna) a hercem v epizodních rolích.[13]

## Dílo
Svatopluk Innemann natáčel operetky, komedie a melodramata a je autorem dokumentárních a krátkometrážních filmů. Innemann byl ale především režisérem – první film režíroval již v roce 1920 – českou pohádku Červená Karkulka, kterou také nasnímal. V roce 1925 natočil oblíbenou veselohru Z českých mlýnů a výpravný životopisný film Josef Kajetán Tyl. V letech 1919–1930 natočil 16  filmů němých. V roce 1931 vstoupil do zvukového filmu (natočil celkem 25 filmů) – a to filmem o Jaroslavu Haškovi s názvem Poslední bohém se Sašou Rašilovem starším v titulní roli a také výpravným filmem Psohlavci i komedií Fidlovačka. Také režíroval dodnes populární veselohru Muži v offsidu (1931) s Hugo Haasem.
Innemannovým druhým režijním vrcholem je drama Před maturitou (1932) – v režijní spolupráci s Vladislavem Vančurou, dále kriminálka Vražda v Ostrovní ulici (1933); byl to první film natočený v nových ateliérech Barrandov. V roce 1933 též zachytil atmosféru poutí na kopci Svatého Antonína v laskavé komedii U svatého Antoníčka, v hlavní roli s Ljubou Hermanovou. V roce 1936 natočil spolu z režisérem českého původu Robertem Landem film Sextánka. Svoji filmařskou činnost prakticky ukončil v roce 1937 báchorkou J. K. Tyla – Švanda dudák. Začal mít potíže s vážnou psychickou poruchou a krizí a od roku 1940 se léčil.
Kritiky se také zmiňovaly o jeho umělecké rozkolísanosti v celém období tvorby. V době německé okupace chtěl uvést svoji divadelní hru o Adolfu Hitlerovi. Spolu s manželkou Zdenou přispívali do prvních čísel antisemitského časopisu Arijský boj. V článku z roku 1940 například vyzýval k odstranění židovských herců z divadel. S manželkou také v časopise na pokračování publikovali svůj antisemitský román Prokletá rasa. Osud arijské dívky v roce 1938–1939.